# Лордство Ирландия
Лордство Ирландия (на английски: Lordship of Ireland) е феодално владение, съществувало в Ирландия през Средновековието.
Създадена е веднага след Норманското нашествие в Ирландия през 1169 - 1171 г. и съществува до 1541 г., когато е създадено Кралство Ирландия.